# 我那覇文章
我那覇 文章（がなは よしあき、1969年5月17日 - ）は、日本の元俳優。沖縄県出身。本名同じ。
身長165cm、体重55kg。沖縄県立真和志高等学校卒業。

## 来歴・人物
1983年、『オキナワの少年』に少年時代の比嘉常雄役として俳優デビュー。
1989年、スーパー戦隊シリーズ『高速戦隊ターボレンジャー』に山形大地 / ブラックターボ役でレギュラー出演した。
『ターボレンジャー』で共演した佐藤健太によれば、当時の我那覇は遅刻癖があり、撮影に途中から合流することが度々あったという。
その後、沖縄に帰郷し、芸能界を引退したが、沖縄が舞台である2015年公開の映画『残波』（監督：出馬康成）に出演。2019年には『ターボレンジャー』の同窓会イベントに出演した。

## 出演

### テレビドラマ
- 高速戦隊ターボレンジャー（1989年 - 1990年、テレビ朝日） - 山形大地 / ブラックターボ 役
- ザ・刑事 第20話（1990年、テレビ朝日） - 笠原ケン 役

### 映画
- オキナワの少年（1983年、東宝）比嘉常雄（少年時代）役
- 劇場版 高速戦隊ターボレンジャー（1989年、東映） - 山形大地 / ブラックターボ 役
- 残波（2015年）